# 悠木碧のこしらえるラジオ
『悠木碧のこしらえるラジオ』（ゆうきあおいのこしらえるラジオ）は、2022年4月7日から2025年3月29日まで超!A&G+で配信されていたインターネットラジオ番組である。パーソナリティは、声優の悠木碧。

## 番組概要
声優としてだけでなく、アーティストやイラスト・漫画企画の制作など、多岐にわたる分野において創作活動を行っている悠木が、作品作りをはじめとする様々な物事を「こしらえる」ことをテーマとして、その活動に寄り添う時間作りをコンセプトとした番組。
番組内では悠木が企画・原案・キャラクターデザインを手がける『YUKI×AOI キメラプロジェクト（キメプロ）』に関連するコーナーや企画も行われ、これらに関しては『キメプロ』の公式YouTubeチャンネルでアーカイブ配信された。また、配信画面は基本的に悠木自身がデザインした番組ロゴが表示されるのみだが、時折リスナーからの投稿写真や悠木のイラスト作画タイムラプス動画などが表示される。
超!A&G+が2025年3月末でサービス終了するのに伴い、本番組も同月29日配信分で終了した。

## パーソナリティ
- 悠木碧

## 配信時間
超!A&G+
2022年4月9日 - 2025年3月29日
毎週土曜日 19時30分 - 20時
リピート配信：毎週日曜日 13時30分 - 14時（2023年1月1日より）、毎週火曜日 14時30分 - 15時（2023年3月28日まで）
声優アワード授賞式開催日にあたる土曜日の本配信は、『超!A&G+スペシャル』での生中継特番に伴う特別編成に伴い、時間変更された。
- 2023年3月11日、2024年3月9日：20時30分 - 21時
- 2025年3月15日：16時 - 16時30分

## コーナー
140文字でこしらえました
140文字程度の詩的な文章をリスナーから募集し、悠木が朗読する。
一定期間テーマを定めてそれに沿った作品を募集する「テーマ型」と、リスナー自身が思いついたことなら何でも自由に表現することが可能な「自由型」の2部門で行う。
あの現象に名前をこしらえよう！
日常で起きるが世の中ではまだ名前の付いていないような現象について名前を付ける。
かわいい画像が108枚集まったら願いが叶う
リスナーが撮影したかわいい写真を募集し、それを紹介する。
悠木碧のこしらえる日常
悠木が自ら描いたイラストの制作過程について、タイムラプス動画を公開しながら解説する。
推しを語ろう！
2023年9月開始。毎回テーマとなる推し作品を決めてそれについて悠木が語るとともに、リスナーからもそれに対する思い入れやエピソードを募集する。
声のお便り
2023年9月開始。毎回決まったテーマに沿ってリスナーが収録した音声データを募集する。
こしらえるニュース
2023年9月開始。世界各地の何かしらをこしらえたニュースを紹介し、悠木がコメントする。
高崎鈴音の奏でるラジオ☆
新人声優の高崎鈴音が月1回担当する箱番組。
実際は2023年4月1日配信回の前半にエイプリルフール企画として、悠木が演じる架空の新人声優・高崎鈴音による新番組という名目で配信されたもので、その後同年10月7日配信回より正式にコーナー化された。

### 過去のコーナー
サンデーちゃんくんに褒められたい
『キメプロ』で悠木が演じるSundayに褒められたいことを募集し、Sundayが様々な形で褒める。
2022年12月31日配信回で一旦コーナー休止。
カルパの感情ラーニング
2023年1月開始。『キメラプロジェクト：ゼロ』の主人公・カルパに言葉を覚えてもらうべく、「リスナーが出会った心に残った言葉」をエピソードとともに募集する。
漫画の連載終了にあわせて、2024年8月をもって終了。

## ゲスト
- 2022年
  - 7月2日：稲葉遼（株式会社セルシス「CLIP STUDIO PAINT」開発ディレクター）
  - 9月3日・10日：田村睦心[14]
  - 10月1日・8日：佐倉綾音[15]
  - 11月26日：さいとうなおき[16]
  - 12月31日：早見沙織（コメントゲスト）
- 2023年
  - 2月4日：小岩井ことり[17]
  - 2月18日：さくらみこ[18]
  - 3月4日・11日：寿美菜子[19]
  - 4月15日・22日：工藤智美（音楽プロデューサー）[20][21]
  - 10月14日：竹達彩奈[22]
  - 10月28日：寿美菜子[23]
- 2024年
  - 3月2日・9日：椿彩奈・丸山有香[10]
  - 4月13日：茶々（ぬいぐるみ作家）[24]
  - 4月20日：杉山すぴ豊[25]
  - 8月24日：江田（プレシードジャパン株式会社AVIOTイヤホン・ヘッドホン開発担当）[26]

## イベント
- 2023年6月11日：オンラインイベント、ゲスト：佐倉綾音[27]
- 2024年12月7日：東京コミコン2024特設リングステージステージイベント（幕張メッセ）、ゲスト：杉山すぴ豊、カンナ（コスプレイヤー）[28][29]
- 2025年3月30日：文化放送メディアプラスホール、ゲスト：寿美菜子[30]